# Catherine Banner
Catherine Banner (Cambridge, Engeland, 1989) is een Brits fantasyschrijfster. Ze verkreeg internationale aandacht met haar eerste boek, Ogen van de Koning, waaraan ze op 14-jarige leeftijd begon te schrijven terwijl ze nog steeds naar school ging.
In oktober 2008 begon Banner haar studies Engelse literatuur aan het Fitzwilliam College in Cambridge. Het derde deel van haar De Laatste Afstammelingen-serie, De Val van de Koning, verscheen in 2010.